# 182
Римська імперія  •  Династія Хань  •  Кушанська імперія  •  Парфянське царство

## Геополітична ситуація
Римська імперія охоплює південь Європи, частково Британію, західну частину Азії, північ Африки.  У ній одноосібно править Коммод.  Сусідами римлян у Азії є Парфянське царство. Північ Європи за Рейном займають численні германські племена. 
У Китаї править династія Хань,  
а в Індостані — Кушанська імперія. На Корейському півострові триває період трьох держав.
На землях сучасної України розселені племена Черняхівської культури, на берегах Чорного моря розселилися готи.

## Події
- Невдачею завершився замах на Коммода, зорганізований сестрою Луціллою. Луцілла та дружина імператора Брутія Криспіна вирушають у заслання на Капрі. Луцілла незабаром убита.
- Закінчилася третя макроманська війна. Імператор Коммод присвоїв собі титул Германік.

## Народились
- Сунь Цюань — китайський імператор.

## Померли
- Аннія Луціла — сестра імператора Коммода.
- Секст Квінтілій Кондіан  — римський політик.
- Секст Квінтілій Максим — римський державний та військовий діяч.